# Grace Oladunni Taylor
Grace Oladunni Taylor (Grace Oladunni Lucia Olaniyan-Taylor) là cựu nhà hoá sinh của Đại học Ibadan, Nigeria. Bà là người phụ nữ thứ hai được giới thiệu vào Học viện Khoa học Nigeria và là người châu Phi đầu tiên nhận được giải Giải thưởng dành cho Phụ nữ trong Khoa học L'Oréal-UNESCO.

## Tiểu sử
Grace Oladunni Lucia Olaniyan sinh tại Efon-Alaiye, bang Ekita, Nigeria, là con của Elizabeth (née Olatoun) và R. A. W. Olaniyan. Giữa năm 1952 và năm 1956, bà là học sinh của Trường Queen's ở Ede, bang Osun. Bà đã ghi danh học đại học năm 1957 tại trường Cao đẳng Nghệ thuật và Khoa học Nigeria ở Enugu và năm 1959, bà chuyển sang Đại học Cao đẳng Ibadan (nay là Đại học Ibadan). Olaniyan tốt nghiệp năm 1962 với bằng danh dự về hóa học và ngay lập tức đi làm tại Trạm nghiên cứu nông nghiệp khu vực (nay là Viện nghiên cứu giống cây trồng quốc gia) tại đồn điền Moor ở Ibadan.
Năm 1963, bà được thuê về làm trợ lý nghiên cứu tại Khoa Hóa học, Đại học Ibadan và nhận được bằng tiến sĩ Hóa học bệnh lý học vào năm 1969. Năm 1970, bà được thuê về làm giảng viên tại một trường đại học và sau đó vào năm 1975, bà phục vụ với vai trò của một nghiên cứu viên tham quan tại Phòng thí nghiệm Nghiên cứu Lipid Tây Bắc ở Seattle, Washington. Bà quay trở về Đại học Ibadan và được thăng chức lên làm giảng viên cao cấp năm 1975 và năm 1979, bà được thăng chức lên trở thành phó giáo sư. Đến năm 1979, khi bà bắt đầu xuất bản, bà đã kết hôn với Giáo sư Ajibola Taylor. Năm 1980, bà là giáo sư khách mời tại Đơn vị nghiên cứu trao đổi chất của Đại học West Indies ở Kingston, Jamaica và sau đó vào năm 1984, Taylor được thăng chức giáo sư hóa học tại Đại học Ibadan. Trong cùng năm, bà quay trở lại học bổng nghiên cứu thứ hai cho Phòng thí nghiệm Nghiên cứu Môi trường Tây Bắc ở Seattle và cũng đã hoàn thành một bài nghiên cứu với tư cách là nhà khoa học khách mời ở Port of Spain, Trinidad tại khoa Hoá học Bệnh lí học. Năm 1990, Taylor được thuê về làm Phó Giáo sư tại Trường Y Đại học Zimbabwe ở Harare và được giảng dạy tại Khoa Bệnh lí học. Năm 1991, bà trở về Đại học Ibadan, nơi từ năm 1991 đến 1994, bà là Trưởng khoa Hóa học và là chuyên gia tư vấn danh dự tại Bệnh viện Đại học Ibadan. Bà nghỉ hưu năm 2004 nhưng vẫn tiếp tục thuyết trình tại Ibadan tại Khoa Hóa học.
Chuyên môn của bà là phân tích các lipid trong bệnh tim mạch và so sánh sự chuyển hóa lipid nhằm khẳng định rằng mức cholesterol khác nhau không phải là do cơ chế con người, mà thay vào đó là chế độ ăn kiêng và tập thể dục. Bà đã được trao tặng rất nhiều học bổng danh dự cho nghiên cứu của mình bao gồm học bổng Hoá học Shell-BP, học bổng Tổ chức Y tế Thế giới, học bổng Fulbright–Hays, học bổng Ciba-Geigy và học bổng Hiệp hội các trường đại học châu Phi. Taylor được giới thiệu vào Học viện Khoa học Nigeria năm 1997, với tư cách là người phụ nữ thứ hai được vinh danh là người được giới thiệu vào. Năm 1998, Giải L'Oréal-UNESCO đã được đưa ra để trao giải cho một người phụ nữ trong mỗi khu vực sau — châu Phi và các quốc gia Ả Rập, Châu Á - Thái Bình Dương, Châu Âu, Châu Mỹ Latin, Bắc Mỹ — cho những thành tích khoa học và những đóng góp của họ để cải thiện nhân loại. Taylor là người châu Phi nhận giải trong lễ vinh quang khai mạc của Giải thưởng dành cho Phụ nữ trong Khoa học L'Oréal-UNESCO, trở thành người phụ nữ châu Phi đầu tiên được nhận giải trên. Năm 2012, bà được vinh danh bởi chính phủ bang Ekiti cho những đóng góp của bà trong việc tư vấn và giảng dạy sinh viên y khoa.

## Tác phẩm tiêu biểu
- Taylor, Grace Oladunni; Bamgboye, Afolabi E. (tháng 12 năm 1979). "Serum cholesterol and diseases in Nigerians" (PDF). The American Journal of Clinical Nutrition. Quyển 32. tr. 2540–2545.
- Taylor, G. Oladunni; Agbedana, E. O.; Johnson, A. O. K. (tháng 5 năm 1982). "High-density-lipoprotein-cholesterol in protein–energy malnutrition". British Journal of Nutrition. Quyển 47 số 3. The Nutrition Society. tr. 489–494. doi:10.1079/BJN19820061.
- Taylor, Oladunni Grace; Ahaneku, Joseph Eberendu; Agbedana, Olu Emmanuel (tháng 10 năm 1995). "Relationship between body mass index (BMI) and changes in plasma total and HDL-cholesterol levels during treatment of hypertension in African patients" (PDF). Acta Medica Okayama. Quyển 49 số 5. Okayama University Medical School. ISSN 0386-300X. Bản gốc (PDF) lưu trữ ngày 1 tháng 2 năm 2016.
- Taylor, Grace O; Orimadegun, Bose E.; Anetor, John I.; Adedapo, Deborah A.; Onuegbu, Jude A.; Olisekodiaka, Japhet M. (July–September 2007). "Increased serum iron associated with coronary heart disease among Nigerian adults". Pakistan Journal of Medical Sciences. Quyển 23 số 4. Professional Medical Publications. tr. 518–522. ISSN 1681-715X.
- Taylor, Grace Oladunni; Ebesunun, Maria Onomhaguan; Agbedana, Emmanuel Oluyemi; Oladapo, Olulola O. (September–December 2013). "Variations in plasma lipids and lipoproteins among cardiovascular disease patients in South-western Nigerians". Biokemistri. Quyển 25 số 2. Nigerian Society for Experimental Biology. ISSN 0795-8080.